# كورور
مدينة كورور هي أكبر مدينة في بالاو، ويقطنها حوالي نصف سكان البلاد. خلال فترة ما بين الحربين العالميتين، كانت بمثابة عاصمة انتداب البحار الجنوبية، وهي مجموعة من الجزر التي كانت تشكل منطقة انتداب من عصبة الأمم تحت سيطرة إمبراطورية اليابان. أصبحت فيما بعد عاصمة بالاو حتى تم استبدالها بنغيرولمود في عام 2006.

## أماكن ذات أهمية
- متحف بيلاو الوطني
- متحف إتبيسون
- مدرسة بالاو الثانوية
- ملعب بالاو الوطني
- مكتبة بالاو العامة
- مركز تسوق WCTC

## المدن التوأم - المدن الشقيقة
مدينة كورور توأمة مع:
- انجلس، الفلبين.[2]
- دافاو، الفلبين.[3]
- غيلروي، الولايات المتحدة.[4]
- مانادو، إندونيسيا.[بحاجة لمصدر]